# Fédération de tennis du Qatar
La Fédération de tennis du Qatar est l'organisme qui régit le tennis amateur et professionnel au Qatar. La mission de la QTF est d'offrir aux jeunes joueurs de tennis qataris les ressources et la possibilité d'atteindre leur potentiel maximum et participer à des tournois de renommée locale, régionale et internationale. En outre, la Fédération de tennis du Qatar est pleinement engagée à élever le niveau du tennis dans le pays et de transformer le tennis en le sport le plus populaire au Qatar.
La Fédération de tennis de Qatar opère dans toutes les compétitions internationales dans lesquelles des équipes sont engagées, comme les équipes masculines et féminines de Coupe Davis, ainsi que les équipes de jeunes. QTF est aussi responsable de l'organisation et l'accueil de toutes les compétitions de tennis dans le pays.

## Histoire
La Fédération de tennis du Qatar a été fondée le 4 avril 1984, et c'est Issa Ghanem Al–Kuwari qui en devient le premier président. En 1987, le tennis est introduit dans les plus grands clubs du Qatar.
En 1991, les équipements du pays ayant évolué, notamment le nombre de courts de tennis, le très moderne Khalifa International Tennis and Squash Complex est inauguré le 16 décembre 1992, à Doha, par le cheick Hamad ben Khalifa Al Thani, l'émir du Qatar. Le premier tournoi ATP, l'Open de Doha, s'est déroulé pour la première fois en janvier 1993 pour les hommes. En raison du développement important des femmes dans le sport dans le pays, la Fédération de tennis du Qatar a pris de grandes mesures pour favoriser le développement du tennis féminin dans le pays. Elle organisera le premier tournoi féminin de tennis dans le Moyen-Orient. À partir de 2001, le Qatar Open a attiré les plus grandes joueuses, comme Martina Hingis, Mary Pierce, Sandrine Testud ou encore Arantxa Sánchez Vicario. De 2008 à 2010, les Championnats Sony Ericsson ont eu lieu au Qatar.

## Tennis au Qatar
Tous les progrès et le développement du tennis au Qatar est la suite de l'augmentation du nombre de joueurs qataris, leur participation à des tournois et la possibilité de rencontrer des joueurs professionnels. Mais le tennis n'est pas encore aussi populaire que le football, et il n'y a pas beaucoup de joueurs reconnus à l'international. QTS a ouvert sa Tennis School pour les jeunes joueurs prometteurs âgés de 5 à 15 ans pour fournir ensuite de grands joueurs internationaux.

## Tournois
Chaque année, la Fédération de tennis du Qatar organise deux tournois, un masculin et un féminin :
- l'Open de Doha, un tournoi ATP pour les hommes
- le Qatar Ladies Open, un tournoi WTA pour les femmes

En plus de cela, QTF a aussi organisé les Masters féminin en 2008, 2009 et 2010.

## Conseil d'administration
Voici la liste du conseil d'administration de la Fédération de tennis du Qatar.
| Nom                         | Rôle                         |
| --------------------------- | ---------------------------- |
| Nasser Al-Khelaïfi          | Président                    |
| Youssef Mohammad Al-Obaidly | Secrétaire général           |
| Tariq Darwish Zainal        | Assistant secrétaire général |
| Khalid Ghanim Al–Khelaïfi   | Président du comité national |
| Karim Alami                 | Directeur des tournois       |